# Fettes College

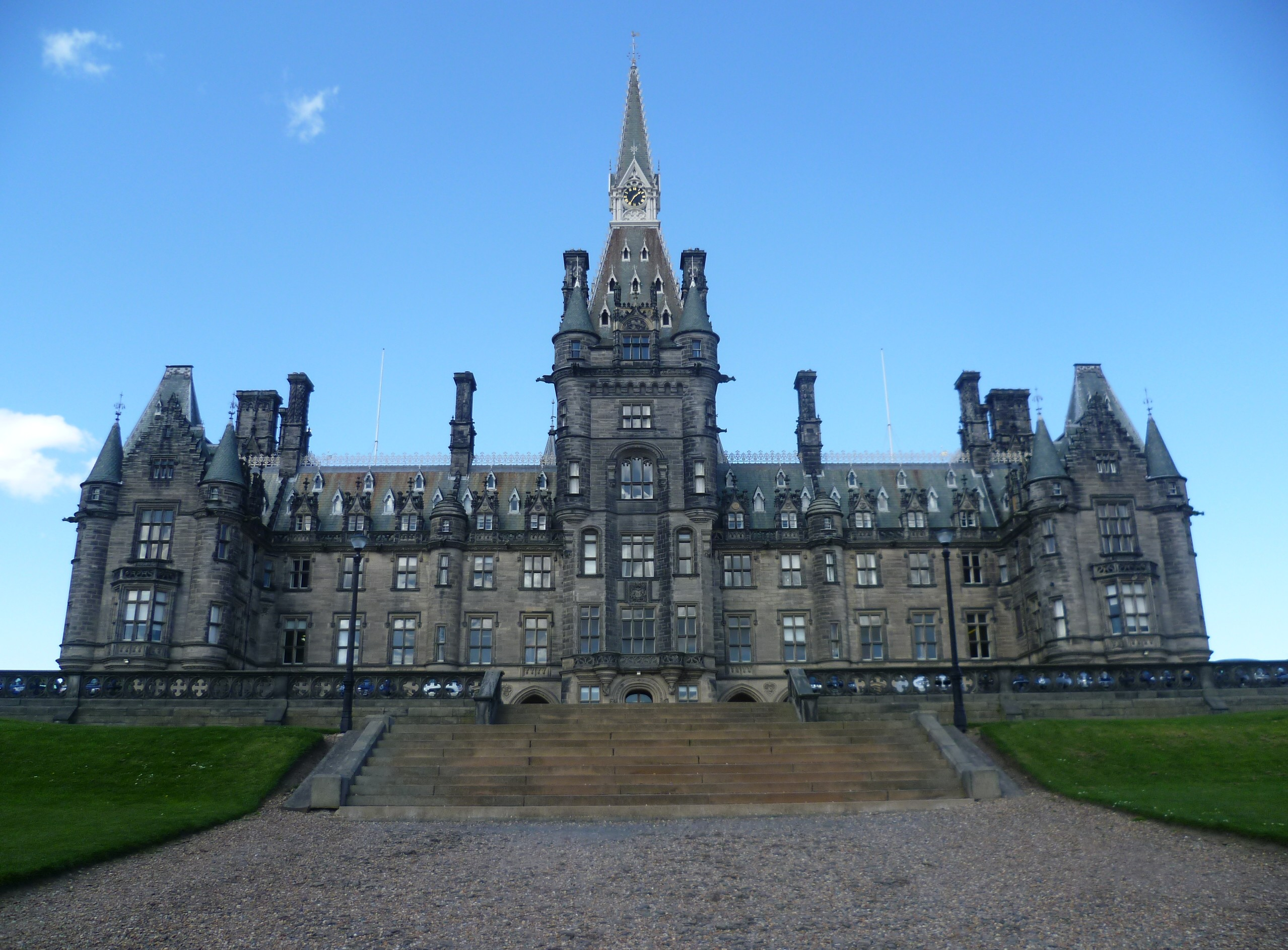
Południowa fasada głównego budynku Fettes College

Fettes College – brytyjska prywatna szkoła z internatem zlokalizowana w Edynburgu w Szkocji. Szkoła, jedna z najbardziej prestiżowych instytucji edukacyjnych w Szkocji, powstała z inicjatywy sir Williama Fettesa w 1870, jako pomnik na cześć jego zmarłego syna.
Pierwotnie szkoła wyłącznie męska, od 1970 przyjmuje również dziewczęta. Przeszło dwie trzecie uczniów mieszka w internatach na terenie kampusu. W przeciwieństwie do większości szkockich szkół, Fettes stosuje zasady angielskiego systemu edukacji.
Szkoła uznawana jest za prestiżową i bywa przez dziennikarzy określana mianem "Eton Północy"
Wśród jej absolwentów są m.in. premier Wielkiej Brytanii w latach 1997-2007 Tony Blair, politycy John Simon, Selwyn Lloyd i Iain Macleod, noblista Angus Deaton, pionier ultrasonografii Ian Donald, podróżnik i odkrywca Hesketh Hesketh-Prichard, katolicki duchowny William Theodore Heard, kompozytorzy Lorne Balfe i Michael Tippett, historyk N.G.L. Hammond, aktorka Tilda Swinton, przedsiębiorca David Ogilvy i sportowcy Augustus Grant-Asher, Bunny Wauchope.
W 1998 Fettes uzyskała czwartą lokatę w rankingu szkół gazety Daily Telegraph. Rok później uzyskała piątą pozycję w podobnym rankingu gazety Sunday Times, a w 2001 ta sama gazeta uznała Fettes za "szkocką szkołę roku"